# Master of Puppets (cançó)
«Master of Puppets» és el quart senzill de la banda estatunidenca Metallica, el primer i únic del seu àlbum d'estudi homònim, publicat el 2 de juliol de 1986. Malgrat que inicialment no fou un èxit comercial, amb el pas del temps ha esdevingut una de les cançons més populars de la banda i directament és la cançó que més han interpretat en directe, superant les 1500 actuacions.
Les lletres tracten la problemàtica de les drogues, com la realitat canvia i acaben controlant a la persona que les pren.
Les compilacions Cliff 'Em All i S&M inclouen actuacions en directe mentre que Cunning Stunts conté una versió més curta. Ambdues versions apareixen en el recopilatori Live Shit: Binge & Purge.
Durant la gira de 1999 i 2000 van combinar el tema amb «Welcome Home (Sanitarium)», cara-B del senzill, titulant la cançó «Mastertarium».
Diversos mitjans musicals situen aquest tema com una de les millors cançons de música heavy metal o de guitarra. Per aquest motiu és un cançó versionada per moltes altres bandes i també és utilitzada en bandes sonores de pel·lícules o programes televisius. També fou una de les cançons de la banda escollides per formar part de la banda sonora del videojoc Guitar Hero: Metallica.

## Llista de cançons
| Núm. | Títol                         | Durada |
| ---- | ----------------------------- | ------ |
| 1.   | «Master of Puppets» (7" Edit) | 3:27   |
| 2.   | «Welcome Home (Sanitarium)»   | 4:06   |